# Valence-en-Poitou

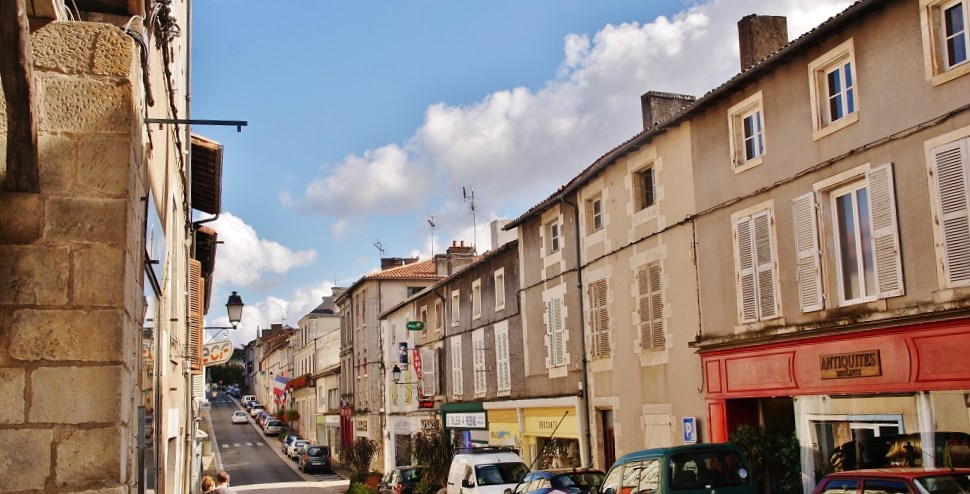
Valence-en-Poitou (2015)

Valence-en-Poitou  ist eine französische Gemeinde mit 4.323 Einwohnern (Stand 1. Januar 2022) im Département Vienne in der Region Nouvelle-Aquitaine. Sie gehört zum Arrondissement Montmorillon  und zum Kanton  Lusignan.
Sie entstand als Commune nouvelle mit Wirkung vom 1. Januar 2019 durch die Zusammenlegung der bisherigen Gemeinden Couhé, Ceaux-en-Couhé, Châtillon, Payré und Vaux, die in der neuen Gemeinde den Status einer Commune déléguée haben. Der Verwaltungssitz befindet sich im Ort Couhé. Der Ort wurde nach dem ehemaligen Kloster Valence benannt, das sich in Couhé befindet.

## Gliederung
| Ortsteil                  | ehemaliger INSEE-Code | Fläche (km²) | Einwohnerzahl zum 1. Januar 2022 |
| ------------------------- | --------------------- | ------------ | -------------------------------- |
| Couhé (Verwaltungssitz)00 | 86082                 | 09,11        | 1.762                            |
| Ceaux-en-Couhé            | 86043                 | 16,22        | .0527                            |
| Châtillon                 | 86067                 | 05,92        | .0220                            |
| Payré                     | 86188                 | 26,13        | 1.028                            |
| Vaux                      | 86278                 | 25,84        | .0786                            |

## Geographie
Valence-en-Poitou liegt rund 30 Kilometer südwestlich von Poitiers. Der Fluss Bouleure durchquert das Gemeindegebiet. Die zur Schnellstraße ausgebaute Route nationale N10 verläuft durch das Gemeindegebiet. Ganz im Süden, knapp außerhalb des Gemeindegebietes, liegt der Flugplatz Couhé-Vérac. Nachbargemeinden sind Voulon im Nordosten, Brux im Süden und Rom im Westen.

## Sehenswürdigkeiten
Siehe: Liste der Monuments historiques in Valence-en-Poitou